# چی شو-جو
چی شو-جو (متولد ۲۷ نوامبر ۱۹۸۲) تکواندوکار تایوانی و مدال آور المپیک است. او در المپیک تابستانی ۲۰۰۰ در سیدنی به رقابت پرداخت و در وزن ۴۹ کیلوگرم، مدال برنز دریافت کرد.